# 1001 (عدد)
ألف وواحد 1001 هو عدد صحيح، يلي العدد 1000، ويسبق العدد 1001.

## في الرياضيات

### خصائص
- عدد طبيعي.[3]
- عدد فردي.[4]
- عدد موجب،[5] السالب منه هو -1001.[6]

## في التاريخ
- 1001 هـ هي السنة في التقويم الهجري.
- 1001 م هي السنة في التقويم الميلادي.

## وصلات خارجية
الأعداد الصاتمة، ديوان اللغة العربية.